# Can Our Love...
Can Our Love... è il quinto album in studio del gruppo musicale britannico Tindersticks, pubblicato nel 2001.

## Tracce
1. Dying Slowly – 4:36
2. People Keep Comin' Around – 7:11
3. Tricklin' – 2:15
4. Can Our Love... – 5:57
5. Sweet Release – 8:55
6. Don't Ever Get Tired – 3:07
7. No Man in the World – 6:06
8. Chilitetime – 7:34